# Истпорт (Њујорк)
Истпорт (енгл. Eastport) насељено је место без административног статуса у америчкој савезној држави Њујорк.

## Демографија
По попису из 2010. године број становника је 1.831, што је 377 (25,9%) становника више него 2000. године.
| Група             | 2000.         | 2010.         |
| Белци             | 1.275 (87,7%) | 1.620 (88,5%) |
| Афроамериканци    | 12 (0,8%)     | 25 (1,4%)     |
| Азијати           | 17 (1,2%)     | 11 (0,6%)     |
| Хиспаноамериканци | 136 (9,4%)    | 160 (8,7%)    |
| Укупно            | 1.454         | 1.831         |